# Boorzuur
Boorzuur is een verbinding van boor, zuurstof en waterstof, met als brutoformule H3BO3. Het komt in de natuur voor als het mineraal sassoliet. Boorzuur is een wit kristallijn poeder dat matig oplosbaar is in water en goed oplosbaar is in een aantal veelgebruikte organische oplosmiddelen.

## Synthese
Boorzuur kan bereid worden door boortrioxide op te lossen in water:
{\displaystyle {\ce {B2O3 + 3H2O -> 2H3BO3}}}

## Eigenschappen
De eigenschappen van boorzuur zijn vergelijkbaar met die van natriumtetraboraat (borax). Boorzuur lost op in ethanol en in kokend water. Het lost slechts matig op in water, maar de oplosbaarheid kan verhoogd worden door het toevoegen van een sterk zuur zoals zoutzuur, citroenzuur of wijnsteenzuur.

## Toepassingen
Boorzuur kent verscheidene praktische toepassingen:
- Nucleaire technologie: omdat boor neutronen absorbeert, wordt het in bepaalde typen kernreactoren aan het koelwater toegevoegd en gebruikt als middel om de nucleaire kettingreactie te regelen. Om dezelfde reden wordt het ook bij incidenten wel toegevoegd aan het koelwater van een kerncentrale, of zijn er voorzieningen om dit in geval van nood te kunnen doen (bijvoorbeeld als het niet - of niet geheel - lukt de regelstaven in de reactorkern in te brengen).
- Solderen van goud: wordt een gouden voorwerp in een oplossing van boorzuur en alcohol gedoopt en de alcohol door hitte verdampt, dan blijft een poederlaagje boorzuur achter dat als afdekmiddel dient bij het solderen.[5]
- Glazuren: bij het glazuren verlaagt boorzuur het smeltpunt en bevordert het de glasvorming. In kleine hoeveelheden voorkomt het haarscheuren in het glazuur, bij een teveel veroorzaakt het een witte sluier.[6]
- Bestrijdingsmiddel: bestrijdingsmiddelen tegen houtworm op basis van boorzuur en borax worden in Nederland alleen toegepast door professionele bestrijders in verband met de giftigheid.[7]
- Farmaceutische hulpstof: boorzuur wordt, in een dosering van maximaal 20 mg/l als buffer gebruikt in oogdruppelbases. Het zwakke antiseptische effect is niet klinisch relevant.[8]
- Conserveermiddel: boorzuur kan ook als conserveermiddel gebruikt worden. Dit mag enkel voor steureieren tot 4 g/kg. Het E-nummer ervan is E284.
- Vroeger werd boorzuur gebruikt als desinfectans, bijvoorbeeld als boorwater of boorzalf (voor luieruitslag). Vanwege de giftigheid, geringe effectiviteit en beschikbaarheid van alternatieven worden deze niet meer gebruikt.
- Voetpoeders met boorzuur werden vroeger gebruikt tegen zweetvoeten.[9] Vanwege de beperkte antiseptische werking en het risico op vergiftiging worden dergelijke poeders amper nog gemaakt.[10]

## Toxicologie en veiligheid
Het element boor komt van nature voor in voedingsmiddelen. De Wereldgezondheidsorganisatie stelt dat drinkwater maximaal 2,4 mg/l boor mag bevatten.
Bij inname van grote hoeveelheden boor als in boorzuur en borax, is het toxisch voor het zenuwstelsel, de nieren en de lever van de mens. Het kan ook worden opgenomen via beschadigde huid. Bij gewoon huidcontact kunnen overgevoeligheidsreacties optreden. Het "Agency for Toxic Substances and Disease Registry" citerende, "werd gemeld dat de minimale dodelijke dosis ingenomen borium (als boorzuur) 2-3 g was bij zuigelingen, 5-6 g bij kinderen en 15-20 g bij volwassenen. [...] Echter, een beoordeling van 784 menselijke vergiftigingen met boorzuur (10-88 g) meldde geen dodelijke slachtoffers, waarbij 88% van de gevallen zonder verschijnselen was." De verschijnselen van boorzuurintoxicatie zijn: braken, bloederige stoelgang, afstoting van de huid, huidontsteking, hoofdpijn, meningismus, nierfalen en ten slotte hyperthermie en shock. Verder wordt verondersteld dat hoge dosering van boorzuur de mannelijke vruchtbaarheid vermindert, wellicht door een oestrogeenachtig effect.
Vergiftiging kan bijvoorbeeld ontstaan door inname van meerdere reinigingstabletten voor kunstgebitten of gebitsprothesen tegelijkertijd.